# Fàbrica Albert Germans
La Fàbrica Albert Germans és un edifici situat al carrer Rodés del barri de Sant Josep de l'Hospitalet de Llobregat, catalogat com a bé cultural d'interès local.

## Història
El 1918, els germans Enric, Josep i Esperança Albert i Rulduà, naturals de La Bisbal d’Empordà i residents a Barcelona (on els seus pares havien establert botigues de cotilleria) van adquirir la fàbrica El Tajo a Aranjuez, que produïa cordons, cintes, trenes i teixits elàstics. El 1926, l'arribada del metro a l'Hospitalet, amb la millora de comunicacions que representava, els va decidir a traslladar-la-hi. Tot i que els plànols presentats per Josep Albert foren signats per l'arquitecte Antoni Puig i Gairalt, l'obra s'atribueix al seu germà Ramon, arquitecte municipal de l'Hospitalet en aquella època. Alguns treballadors d'Aranjuez es van instal·lar al barri de Sant Josep (aleshores força despoblat) en habitatges proporcionats pels mateixos empresaris, i la fàbrica va començar a funcionar el 1928.
Durant la Guerra Civil espanyola, va ser col·lectivitzada i el 2007 va tancar. El 2016 va ser adquirida per l'Ajuntament de l'Hospitalet, que el 2022 va aprovar-ne la cessió demanial a Renfe per 40 anys, amb un cànon anual de 275.000 euros. Mestrestant, un grup de joves va okupar les instal·lacions per a convertir-les en el CSO Nabat 3.

## Descripció
És un edifici industrial format actualment per tres cossos. El més important, la nau, és un edifici de planta baixa, de maó vist, amb el sostre en forma de dents de serra, la qual cosa permet l'entrada de llum zenital. A la façana que dona al carrer de Rodés només s'obren ulls de bou de forma regular. Aquesta nau té adossat a l'extrem nord un edifici quadrat, també de maó vist i amb finestres poligonals i porta centrada. Es tracta de l'edifici d'oficines, de planta baixa i pis, amb teulada a quatre vessants.
La porta d'entrada de les mercaderies està formada per dos pilars quadrats de maó i un tercer, una mica més baix que els altres, situat entremig. Aquests pilars estan motllurats i tenen la part superior quadrada, una mica més gran que el pilar i decorada amb quadrats en degradació ; tots tres estan coronats per una coberta piramidal de ceràmica vidriada. Hi ha de fet dues portes (una de més gran, a l'esquerra, per als vehicles, i una de més petita, a la dreta, per a les persones) de ferro forjat amb dibuixos ondulats, fent joc amb les reixes de les finestres. Adossat al pilar del nord-oest, hi ha l'antic edifici de la porteria i habitatge dels porters, amb coberta a dues aigües.
Origanalment, els límits de la fàbrica s'estenien, pel nord-oest, fins a l'actual avinguda de Josep Tarradellas, i pel sud-est, fins al carrer d'Esquadres. Els límits laterals resseguien el carrer de Rodés, on hi havia els edificis suara descrits i, per tant, l'entrada principal, i a la banda nord-est, la riera dels Frares (o del Cementiri), que travessava el carrer d'Esquadres i l'actual carrer d'Enric Prat de la Riba per continuar el seu camí cap al mar. Amb el pas del temps, algunes parcel·les van ser segregades del conjunt i venudes per construir-hi blocs de pisos.
Un gran portal secundari (amb porxo, formant el que s'anomenava «barri») s'obria al carrer d'Esquadres (antics números 12-14), on hi havia també la casa de planta baixa destinada al director (portal i casa ocupats avui per edificis d'habitatges). Un enorme pati s'estenia pel costat de la nau principal de la fàbrica fins a les oficines i la porteria. A la banda que tocava amb la riera, hi havia, a més d'un garatge, la ferreria (amb una veritable farga, a la qual es fabricaven o refeien les peces metàl·liques malmeses) i la fusteria.
Al costat de la casa dels porters (tocant, per tant, a l'actual avinguda de Josep Tarradellas, hi havia un esplèndid jardí tancat, amb arbres, parterres i un brollador, al fons del qual s'aixecava un petit pavelló d'esbarjo que imitava un xalet de caça, avui desaparegut.